# Richard Mortensen
Richard Strange Mortensen (født 23. oktober 1910 i København, død 6. januar 1993 i Ejby) var en anerkendt dansk maler, grafiker og professor ved Det Kongelige Danske Kunstakademi 1964-80.
Richard Mortensen havde stor betydning for udviklingen af det abstrakte maleri i Danmark. Hans værker hænger på blandt andet Statens Museum for Kunst, Louisiana, Ny Carlsberg Glyptotek, Esbjerg Kunstmuseum, Trapholt, Kunsten Museum of Modern Art Aalborg og ARoS Aarhus Kunstmuseum. Han er desuden han rigt repræsenteret i udlandet, bl.a. Museo Español de Arte Contemporáneo i Madrid, Musée Nationale d'Art Moderne i Paris, Nationalmuseum i Stockholm og Nasjonalgalleriet i Oslo.
I 1969 udkom et 60 øres frimærke med et abstrakt motiv i lyserødt og lyseblåt af Richard Mortensen.
Richard Mortensen blev æresmedlem af Det Kongelige Danske Kunstakademi 1981.